# بی‌خدایی و دین
میزانی که یک فرد می‌تواند بی‌خدا محسوب شود و در آن واحد، پیرو مذاهبی که به‌طور سنتی یکتاپرست، چندخداپرست یا غیرخداباور بوده‌اند باشد، در الهیات بحث‌انگیز است. برخی کسانی که مذهبی یا دارای عقاید معنوی هستند، گاه خود را بی‌خدا می‌نامند؛ در حالی که عده‌ای دیگر معتقدند که این اساساً متناقض است؛ یک بی‌خدا نمی‌تواند باور دینی داشته باشد.

## ادیان ابراهیمی

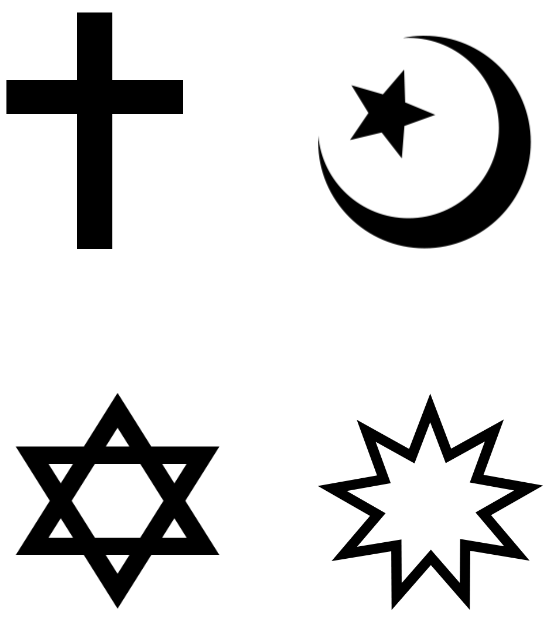
ادیان ابراهیمی اسلام - مسیحیت
بهائیت - یهودیت

### یهودیت
به‌طور کلی فرمولاسیون پایه‌ای یهودیت نیازمند اعتقاد به خدا است (که در نماز مهم یهودیت یعنی شماع متبلور شده‌است). در بسیاری جنبش‌های نوین یهودیت، خاخام‌ها نحوه رفتار فرد یهودی را بیانگر اینکه او پیرو یهودیت هست یا نه در نظر گرفته‌اند. در برخی از این جنبش‌ها پذیرفته شده که ممکن است فردی یهودیت را به عنوان سنت اجرا کند ولی در عین حال ندانم‌گرا یا بی‌خدا باشد.

### مسیحیت
مسیحیت به عنوان دینی خداباور و مبلغ دین، معمولاً بی‌خدایی را کفرگویی می‌داند. بر اساس کتاب مزامیر ۱۴:۱ «احمق در دلش می‌گوید خدایی نیست. آنها فاسدند. کارهای زشت مرتکب می‌شوند. هیچ خوبی از آنها منتشر نمی‌شود.» اگرچه، در آمارگیری‌ها شمار زیادی مسیحی خودخوانده در بی‌خدایان آمریکا دیده می‌شود. برای مثال در آمارگیری هریس اینتراکتیو سال ۲۰۰۳، ۱۰٪ کسانی که خود را مسیحی پروتستان می‌خوانند و ۲۱٪ کسانی که خود را کاتولیک می‌نامند در حقیقت بی‌خدا هستند.

### اسلام
در اسلام بی‌خدایان را کافر می‌خوانند، واژه‌ای که برای چندخدایان هم استفاده می‌شد که به معنی انکارگر یا پوشاننده است. در اسلام گاهی واژه کافر بار معنایی توهین به مقدسات را به همراه دارد. در عربی آن را الحاد می‌خوانند که معنی کفرگویی هم می‌دهد. مسلمانان آزاد نیستند که دین‌شان را عوض کنند یا بی‌خدا شوند. در قرآن کتاب آسمانی مسلمانان، بارها به گردن زدن مشرکان سفارش شده. در سوره محمد، آیه ۴، خدا به مسلمانان توصیه می‌کند که کافران را گردن بزنند:
«شما مؤمنان چون با کافران (در میدان نبرد) رو به رو شوید باید آنها را گردن زنید تا آن گاه که از خونریزی بسیار دشمن را از پا درآوردید پس از آن، اسیران جنگ را محکم به بند کشید که بعداً یا بر آنها منّت نهید یا فدا گیرید تا در نتیجه جنگ سختیهای خود را فروگذارد. این حکم فعلی است، و اگر خدا بخواهد خود از کافران انتقام می‌گیرد و لیکن می‌خواهد شما را به یکدیگر امتحان کند، و آنان که در راه خدا کشته شدند خدا هرگز اعمالشان را ضایع نگرداند.»

## ادیان هندی
بی خدایی در آیین‌های بودایی، هندو و جین معمولاً قابل قبول است.
هندوها با اینکه بی‌خدایی را قبول دارند، اما راه رسیدن به معنویت را برای یک بی‌خدا دشوار می‌دانند. پیروان جین عقیده دارند که خدا در واقع همان روح وارسته است. جینیست‌ها به خدای آفریننده باور ندارند اما عقیده دارند تعداد زیادی خدا در کیهان وجود دارد.
متون متعارف بودایی آفرینش، وابستگی ضروریات اخلاقی به یک منبع الهی و مسئولیت انسان در قبال اعمال یک خدا (یا بالعکس) را تأیید نکرده و گاه تکذیب می‌کنند. به همین دلیل آیین بودا به عنوان یک مذهب غیر ایزدگرایانه شناخته می‌شود. با این وجود همهٔ متون بودایی به وجود (و نه صلاحیت یا توانایی) تعداد بیشماری موجود روحانی معتقدند.

## ادیان چینی
می‌توان برخی اشکال کنفسیوس‌گرایی و تائوئیسم را به شکلی غیرقابل اثبات ندانم‌گرا دانست؛ زیرا چیزی در مورد وجود موجودات فراتر یا لزوم ایمان به ایشان اظهار نمی‌کنند. هرچند در نوشته‌های کنفوسیانیسم اشاره‌هایی به عرش اعلی شده‌است که حاکی از قدرتی مافوق با معنایی ضمنی است.
گونه‌های مذهبی تائوئیسم به موجودات کیهانی گوناگونی اعتقاد درند که تمثیلی است از نیروهای متنوع در سرتاسر کائنات.

## دیگر ادیان

### شیطان‌پرستی
شیطان‌گرایان آتئیست هستند و به وجود خدا اعتقاد ندارند. اما به علت گرایش شدید به خودپرستی، گاهی ممکن است خود را آی تئیست (I-Theist) یا خودپرست بدانند.

### ساینتولوژی
ساینتولوژی، به صورت آشکار ادعایی در مورد وجود خدا مطرح نمی‌کند.